# محمد بن عبد الله الصفار
أبو عبد الله محمد ابن عبد الله الصفار فقيه وكاتب مخزني ودبلوماسي مغربي. كان ضمن البعثة المغربية إلى فرنسا بعد الهزيمة القاسية التي تعرضت لها الإيالة الشريفة في معركة وادي إسلي. وأسند إليه المولى عبد الرحمن مهمة تربية أفراد الأسرة السلطانية وتعليمهم، وتولى منصب الصدر الأعظم سنة 1854م، وكان أول من تقلد منصب وزير الشكايات في عهد محمد الرابع، واستمر في هذا إلى غاية وفاته سنة 1298هـ 1881م في عهد السلطان الحسن الأول.

## مسيرته
ولد الصفار في مدينة تطوان ، وسط أسرة أندلسية نزحت من الأندلس إلى المغرب، لقب والد بالجياني نسبة إلى مدينة جيان، تاريخ مولده مجهول، يدل على المستوى المتواضع الذي عاشته أسرته. أخد الصفار تعليمه الأولي في مسقط رأسه، بعدها اتنقل إلى فاس حاضرة المغرب العلمية-التعليمية، لتلقي علوم عصره في القرويين، فاستغرقته الرحلة التعلمية في المدينة أكثر مما تستغرقه عادة لدا أقرانه، لقد مكت الصفار في المدينة زهاء الثماني سنوات يغرف من ينابيع علمها الكثير، فحضر الحلقات الدراسية الرسمية، التي جعلته يتقن علوم الفقه والحديث والنحو والأصول على يد المشاهير من أمثال "عبد الرحمان الحجرتي"، كما حضر الأمسيات التي كانت تعقد خارج القرويين، ويحضرها المتميزون من الطلبة، يتدارسون فيها البلاغة والإنشاء من أجل التحكم في ناصية اللغة العربية، ثم عاد الصفار إلى تطوان وفي جعبته لقب الفقيه، كرمز لأحاطته بعلوم الوقت، تلك الصفة التي مكنته من التحول من مكانة اجتماعية بسيطة إلى أخرى، في مدينة شبه منغلقة كتطوان، التي كانت تعيش ازدواجية ثقافية تمظهرت في النازحين الأندلسيين ذوي الأنفة الحادة والتميز الحضاري الواضح، والجبليين البدو ذوي الثقافة الدينية البسيطة والمغرقة في المحافظة على دأب كل من يسكن الأماكن المغلقة طبيعيا. وازدواجية اقتصادية نجمت عن الفوارق المعاشية الواضحة بين الأندلسيين والجبليين، فالأوائل استطاعوا تحسين مستوياهم المعيشية بفضل خبرتهم في التجارة وامتهان الحرف، في الوقت الذي بقي الجبلييون حبيسي ما كانت تمتاز به حياة الجبل.

### وظيفة العدل
انخرط الصفار في وظيفة العدل بتطوان، ينوب عن القاضي في غيابه، و يعطي دروسا نظامية وأخرى تطوعية للراغبين في ذلك في المسجد، وكان الحدث الأبرز الذي هز حياة الصفار هو التغيير الذي فرضه السلطان على مستوى البنية الإدارية لعملات للدولة، القاضية منها إلزام بشوات المدن وقياد البوادي باتخاذ كتبة محترفين يسهرون على تحرير المراسلات الرسمية مع الجهاز المخزني المركزي، فما كان من باشا تطوان إلا أن اتخذ من الصفار كاتبا رسميا له، فلزم الصفار مجلس الباشا محمد أعشاش ومن بعده مجلس ابنه عبد القادر أعشاش.

### الرحلة إلى فرنسا
مقال تفصيلي: رحلة الصفار إلى فرنسا 1845 - 1846
وقع اختيار عبد القادر أعشاش على الصفار مرافقا له في رحلته إلى بلاد الفرنسيين، امتثالا للأمر السلطاني القاضي بإلزامية أن يكون موكب الرحلة مرفقا بفقيه عالما بأمور الدين والشرع، فرافق الصفار موكب الباشا أعشاش وسجل كل الأمور التي استرعت انتباهه أتناء الرحلة، وعندما عاد إلى المغرب عكف على استرجاع كل تلك الذكريات واستخراج الأوراق التي سودها في بلاد فرنسا، فأعاد تركيب الأحداث في كتاب جامع نزولا عند أمر السلطان المتعطش إلى معرفة ما كان عند الآخر وعاب عند الذات.

### المحنة وخروجه منها
حدث انقلاب ضد الباشا أعشاش ، وهو الذي قدم للسلطان خدمة تمثيله أمام الفرنسيين بميزانية كاملة من ماله، فتم استدرج الباشا أعشاش في إحدى الأعياد الدينية إلى القصر السلطاني، وألقي عليه القبض، أما محمد الصفار فقد نجى طالبا النجاة في الزاوية الفاسية، وظل شبه مسجون بالضريح قرابة الأربعة أشهر، إلى أن توسط له بعض الأعيان، فالتحق بحاشية السلطان على المستوى المركزي، تكلف بادئ الأمر بتعليم أبناء السلطان وتهذيبهم، وانتهى به الأمر إلى أن أصبح الصدر الأعظم في الأيام الأخيرة من حياة السلطان عبد الرحمان بن هشام، وتقلد منصب وزير الشكايات حوالي ثلاثين سنة زمن محمد بن عبد الرحمان وخلفه المولى الحسن.
توفي فجر يوم الأربعاء 10 ذو القعدة 1298هـ توفي في دار ولد زيدوح بتادلا ونقل في محفة إلى مراكش ودفن داخل قبة سيدي يوسف بن علي خارج باب أغمات.
له عدة مؤلفات، منها تأليف في قبلة مساجد المغرب.